# Kwiecewo
Kwiecewo est un village polonais de la voïvodie de Varmie-Mazurie.

## Géographie
Kwiecewo est situé dans la gmina de Świątki, dans le powiat d'Olsztyn.

## Histoire
Le village est fondé entre 1333 et 1342.
En juin 1807, la bataille de Guttstadt, qui oppose les Russes aux Français se déroule en partie sur le territoire de Kwiecewo.

## Démographie
En 2011, la population de Kwiecewo est de 498 habitants.